# Marion Kraft
Marion Kraft est une écrivaine, éditrice, universitaire et militante allemande, engagée dans les combats antiracistes et féministes, née en 1946 en Allemagne à Gelsenkirchen.

## Biographie

### Famille et enfance
Née à Gelsenkirchen, Marion Kraft grandit à Mannheim. En tant qu'enfant afro-descendante jugée « nuisible pour la communauté » (« gemeinschaftsschädlich ») selon les théories raciales fascistes circulant encore jusque dans les années 1960, elle est marquée par la stigmatisation dans l'espace public, dans la rue comme à l'école. En effet, le N-Wort ou N-Word  est alors encore fréquemment utilisé pour dénigrer les personnes noires.
Marion Kraft est aussi stigmatisée en raison de sa situation familiale irrégulière. Ses parents ne sont pas mariés et son père n'est pas un citoyen allemand, mais un soldat afro-américain qui retourne dans sa patrie peu après la naissance de sa fille. Or, dans l'immédiat après-guerre, l'idée de renvoyer les enfants issus d'unions binationales dans le pays natal des pères fait débat en Allemagne. Par ailleurs, la mère de Marion Kraft meurt prématurément lorsque sa fille n'a que douze ans. Dès lors, Marion Kraft est élevée par sa grand-mère qui insiste sur le fait que Marion Kraft, en tant que personne noire, devra toujours travailler plus que ses camarades non-racisés. Cette idée que tout le travail des personnes noires ne sera jamais suffisant pour compenser les privilèges des personnes non-racisées marque profondément l'autrice, presque comme un traumatisme, et la suit ensuite dans ses études supérieures.

### Études et enseignement
Au début des années 1970, Marion Kraft part faire ses études à Köln et à  Francfort-sur-le-Main, dans l'université qu'a également fréquenté Angela Davis. Au sein de cette institution, elle se rend compte de la faible représentation des femmes noires dans le monde de la recherche, comme de l'inconscience générale du racisme que subissent les personnes noires vivant en Allemagne. Elle poursuit ensuite ses études germanistiques et anglistiques à Colombus avant d'enseigner l'anglais, la littérature et les women's studies. En 1994, elle soutient une thèse portant sur le continuum africain et les autrices africaines-américaines.

## Militantisme

### Ses premiers pas dans le militantisme
Marion Kraft milite d'abord au sein de mouvements de libération étudiants, malgré le fait qu'elle n'ait pas encore une conscience très claire du racisme persistant en Allemagne. Elle soutient aussi les mouvements de libération émergeant dans les pays africains et le Black Panther Party aux États-Unis.

### Sa rencontre avec Audre Lorde
La rencontre de Marion Kraft avec l'écrivaine activiste Audre Lorde en 1986 a contribué à lui faire prendre conscience de la possibilité et de la nécessité d'allier féminisme et antiracisme. Elle découvre le projet littéraire et militant d'Audre Lorde : écrire son histoire personnelle, celle d'une femme afro-descendante, dans laquelle pourraient se reconnaître nombre de femmes vivant les mêmes oppressions.
Le militantisme de Marion Kraft gagne alors son activité d'éditrice. En effet, elle accepte la demande d'Audre Lorde d'éditer, avec son collègue Sigrid Markmann, une sélection de ses poèmes traduits en allemands. Ainsi, la poésie d'Audre Lorde, entendue par l'autrice comme « la forme la plus subversive du langage », devient accessible aux Allemands, et peut ainsi aider les personnes opprimées de ce pays à se mettre en mouvement, selon son souhait. En outre, elle publie aussi dix essais sur Audre Lorde, ainsi qu'une interview d'elle.

### La promotion de la culture noire comme outil de construction d'une identité noire
Marion Kraft, comme de nombreux militants antiracistes du XXe siècle, ne considère pas le mot « personne noire » comme décrivant seulement l'état d'une personne ayant une peau de couleur noire, mais surtout la réalité sociale et politique de personnes souvent discriminées pour leur religion, leur origine ethnique et leur culture en raison de leur couleur de peau. Marion Kraft s'évertue donc, par ses recherches, à reconstruire une identité noire, et notamment afro-allemande, permettant aux personnes noires de se reconnaître, de se mettre en mouvement et de se battre collectivement contre le racisme persistant. En effet, contre les inconscients racistes qui imprègnent les esprits des personnes racisées comme des personnes non-racisées, il faut, selon Marion Kraft, rétablir la vérité de la culture des personnes noires au moyen de recherches scientifiques sérieuses.

#### L'Histoire comme mémoire et moyen de comprendre le racisme persistant
Le militantisme de Marion Kraft consiste notamment à faire connaître l'histoire des personnes noires en territoire allemand du Moyen Âge à nos jours, notamment des soldats afro-américains installés en Allemagne après la libération du pays du nazisme et des immigrants africains arrivés plus récemment. Ce travail autour de l'histoire des personnes noires allemandes a pour but, selon Marion Kraft, de rappeler à tous que l'on peut tout à fait être une personne noire et allemande, contrairement à ce que laissaient croire les théories racistes se développant dès le début de l'Empire allemand en 1871. En effet, Marion Kraft a à cœur de souligner la continuité du racisme dans l'histoire au moyen de références au racisme que subissent encore aujourd'hui les personnes afro-allemandes.
Par ailleurs, comme Katharina Ogontuye, May Ayim, Dagmar Schultz et Birgit Schmitz, Marion Kraft cherche aussi à écrire une histoire complexe de la colonisation, faite de l'histoire des colonisateurs mais aussi de la propre histoire des colonisés et des raisons de leur colonisation.

#### La littérature comme outil de réflexion, de construction de son identité et d'identification
Marion Kraft cherche aussi à reconstruire la culture des personnes noires vivant de par le monde à travers l'étude d'œuvres écrites par des autrices noires telles que La couleur pourpre d'Alice Walker. Elle y analyse notamment le rapport complexe des femmes noires à l'oralité et à l'écrit, marquées par la culture orale africaine, la mémoire de l'esclavage et de la colonisation, ainsi que par la lutte contre le racisme et le patriarcat.

### Ses actions pratiques pour contribuer au mouvement de libération totale des personnes noires allemandes
Marion Kraft participe dès les années 1980 au développement d'une identité noire allemande à travers des associations telles que l'Initiative des personnes noires (« Initiative schwarzer Menschen »).
Marion Kraft fait aussi partie de ceux et celles qui ont fait connaître le Mois de l'histoire des Afro-Américains en Allemagne. Grâce à elle et aux autres activistes allemands, cette commémoration annuelle de l'histoire de la diaspora africaine inaugurée en 1976 aux États-Unis se tient maintenant dans plusieurs villes allemandes chaque année, en février.
Ces actions directes contribuent à faire émerger le racisme sur la scène publique et politique et de faire apparaître les milieux où se dissimulent des formes banalisées de racisme, comme les milieux universitaires et féministes dits « civilisationnels ».

### Un engagement croisant pédagogie et militantisme actif
Se sentir intégré dans une communauté dotée d'une solide culture et dans une histoire allemande qui les représente permettrait, selon Marion Kraft, aux afro-allemands de se sentir moins isolées. Marion Kraft milite donc, en ce sens, en faveur de l'empouvoirement[Quoi ?] des personnes allemandes et noires, mais aussi de l'éducation de tous les citoyens à la tolérance. En effet, les publications comme les événements auxquels contribuent Marion Kraft témoignent d'un double souci de scientificité et de militantisme. En guise d'exemple, son ouvrage Kinder der Befreiung comprend une part d'analyse scientifique, une part d'interviews et de témoignages destinés à construire une histoire commune libre de toute structure de pouvoir oppressive et une part destinée à l'étude de poèmes.

### Antiracisme et féminisme
Par ailleurs, Marion Kraft a aussi contribué à développer le féminisme dit décolonial ou intersectionnel. Elle insiste sur la spécificité de l'oppression vécue par les femmes noires, reprenant la thèse de l'intersectionnalité des oppressions. En effet, les cercles féministes de la seconde moitié du XXe siècle ont souvent été constitués de femmes non-racisées, ce qui empêchait de faire émerger le vécu des femmes noires subissant le racisme et le sexisme. Marion Kraft se bat alors pour que les personnes noires soient véritablement écoutées, et non simplement invitées à s'exprimer pour donner l'impression d'une représentation complète, comme elle le raconte dans une interview donnée en septembre 2019 au journal allemand Der Freitag :
« Récemment, j'ai été invitée à m'exprimer sur l'année 1968 par un jeune comité d'action et de défense de gauche et féministe. Mais pas en tant qu'experte, pas en tant que scientifique, pas en tant qu'activiste mais en tant que femme noire. C'est ce qu'ils avaient écrit dans leur demande adressée à ma maison d'édition : "On s'est subitement rendu compte qu'il nous manquait des femmes noires". »
Il s'agit aussi pour Marion Kraft de se battre contre les instrumentalisations du féminisme pour des finalités racistes, comme l'instrumentalisation des viols survenus massivement lors du réveillon de Cologne de 2015.

## Publications
(décembre 2020).
- Kraft Marion, Kurt Tucholsky und seine publizistischen Arbeiten aus der Zeit der Weimarer Republik. Universität Frankfurt/M, 1976.
- Kraft Marion, Fremdsprachen-Curriculum Englisch. AMBOS Diskussionspapier. Oberstufen-Kolleg an der Universität Bielefeld, 1983.
- Kraft Marion, "Die Friedensbewegung in England. Ein Unterrichtsvorschlag für den Englischunterricht auf der Sekundarstufe II oder der Kollegstufe", in:. Englisch Alternativ,Dieter Herms und Jürgen Kramer (Hg.) Berlin: Argument Verlag (Gulliver, Bd. 15), 1984.
- Kraft Marion, "Kulturelle und fremdsprachliche Kompetenz im Literaturunterricht. Black Women Writers. Ein Unterrichtsbeispiel für die Sekundarstufe II", in Englisch-Amerikanische Studien (EAST) 1/87.
- Kraft Marion, "Vom kreativen Nutzen der Verschiedenheit - ein Interview mit Audre Lorde", in: Tarantel-Frauenzeitung 22/23, 1987, p 146
- Kraft Marion, "Womanism - oder die unfreiwillige Schesternschaft. Geschichte, Politik und Literatur in den Erzählungen Alice Walkers", in: Frauen Literatur Politik. Liteteratur im historischen Prozess. Berlin: Argument Verlag, Bd. 21/22, 1988.
- Kraft Marion, "Zwischen Aversion, Alibi und Anerkennung. Aspekte der Auseinandersetzung mit der Literatur Schwarzer Frauen", in: beiträge zur feministischen theorie und praxis 23, Köln, 1988.
- Kraft Marion, "Blick auf eine andere Kultur. Afro-amerikanische Autorinnen. Ein Frauenliteraturkurs am Oberstufen-Kolleg", in: Silvia Bathe et al (Hg). Frauen in der Hochschule - Lernen und Lehren im Wissenschaftsbetrieb. Weinheim: Deutscher Studienverlag (Blickpunkt Hochschuldidaktik 85), 1989.
- Kraft Marion, "Annäherung an weite Horizonte", in: Anne-Marie Käppeli, Marion Kraft, Mercy Amba Oduyoye, Maja Zürcher. Ombres en Noir et Blanc - Schwarz-Weiß-Schatten - Shadows in Black and White, Pregny-Chambésy: Editions Aquarius SA, 1990.
- Kraft Marion, "Audre Lorde - ihr Leben und Werk", in: IKA Nr. 47, 1993.
- Kraft Marion, "Literatur Schwarzer Frauen in den USA - Feministische Perspektiven auf eine kulturelle Tradion", in: Sigrid Markmann (Hrsg.). Kulturen in Kontakt. Hamburg: Verlag Dr. Kovac, 1993.
- Kraft Marion, "Zur Repräsentation der Differenz in der afro-amerikanischen Literatur-Tradion und -Theorie", in: M. Brügmann, M. Kublitz-Kramer, C. Weiß (Hrsg.). Textdifferenzen und Engagement. Centaurus Verlagsgesellschaft, 1993.
- Kraft Marion, Rukhsana Shamim Ashraf-Khan (Hg.). Schwarze Frauen der Welt - Europa und Migration. Berlin: Orlanda, 1994.
- Kraft Marion, "Nachgedanken". Nachwort zu May Ayim. Nachtgesang - Gedichte. Berlin: Orlanda, 1997.
- Feurle Gisela, Kraft Marion, Thormann Ellen, "Kompetenzerwerb im fächerübergreifenden Unterricht am Oberstufen-Kolleg Bielefeld", in: M. Artmann/P. Herzmann/K. Rabenstein (Hg.).Das Zusammenspiel der Fächer beim Lernen. Immenhausen b. Kassel: Prolog Verlag, 2011.
- kraft Marion, "Vom kreativen Nutzen der Verschiedenheit - Marion Kraft im Gespräch mit Audre Lorde", in: Peggy Piesche (Hg.). Audre Lorde und die Schwarze Frauenbeweung in Deuitschland. Berlin: Orlanda, 2012.
- (ISBN 9783897712539) Kraft Marion, Kinder der Befreiung - Transatlantische Erfahrungen und Perspektiven Schwarzer Deutscher der Nachkriegsgeneration. Münster: Unrast-Verag, 2015.
- Kraft Marion, Die Poesie des Protests, 2020 : article sur l'héritage littéraire et politique de Toni Morrisson, URL: https://www.arte-magazin.de/die-poesie-des-protests/